# Kính Cẩn Thân vương
Hòa Thạc Kính Cẩn Thân vương (chữ Hán: 和碩敬谨亲王, tiếng Mãn: ᡥᠣᡧᠣᡳ 
ᡴᠣᠪᡨᠣᠩᡤᠣ 
ᠴᡳᠨ ᠸᠠᠩ, Möllendorff: Hošoi kobtonggo cin wang) là tước vị Thân vương truyền đời của nhà Thanh trong lịch sử Trung Quốc.

## Tổng quát
Năm Thuận Trị thứ 5 (1648), con trai thứ ba của Quảng Lược Bối lặc Chử Anh là Ni Kham được phong làm Kính Cẩn Quận vương. Năm thứ 6 (1649), tấn phong Kính Cẩn Thân vương.
Năm Khang Hi thứ 8 (1669), con trai cả của Ni Kham là Lan Bố vì kết hôn với con gái của Ngao Bái mà bị giáng làm Trấn quốc công.

## Kính Cẩn Thân vương
Thứ tự thừa kế Kính Cẩn vương phủ. Số năm lần lượt là năm sinh, năm thừa tước, năm mất; in đậm là khoảng thời gian thụ tước:
1. Kính Cẩn Trang Thân vương Ni Kham
1610 - 1649 - 1653
2. Kính Cẩn Điệu Thân vương Ni Tư Cáp (尼思哈)
1651 - 1653 - 1660
3. Dĩ cách Kính Cẩn Thân vương Lan Bố (蘭布)
1642 - 1668 - 1669 - 1679
4. Phụ quốc công Lại Sĩ (賴士)
1662 - 1679 - 1680 - 1732

## Phả hệ Kính Cẩn Thân vương
|                                                                |                                                                |                                                                |                                                                |                                                                |                                                                | Kính Cẩn Trang Thân vương Ni Kham 1610 - 1649 - 1653 |  |  |  |  |  |                                                                     |                                                                     |                                                                     |                                                                     |                                                                     |                                                                     |  |  |  |  |  |  |  |  |  |  |  |  |  |  |
|                                                                |                                                                |                                                                |                                                                |                                                                |                                                                |                                                      |  |  |  |  |  |                                                                     |                                                                     |                                                                     |                                                                     |                                                                     |                                                                     |  |  |  |  |  |  |  |  |  |  |  |  |  |  |
|                                                                |                                                                |                                                                |                                                                |                                                                |                                                                |                                                      |  |  |  |  |  |                                                                     |                                                                     |                                                                     |                                                                     |                                                                     |                                                                     |  |  |  |  |  |  |  |  |  |  |  |  |  |  |
| Kính Cẩn Điệu Thân vương Ni Tư Cáp (尼思哈) 1651 - 1653 - 1660 | Kính Cẩn Điệu Thân vương Ni Tư Cáp (尼思哈) 1651 - 1653 - 1660 | Kính Cẩn Điệu Thân vương Ni Tư Cáp (尼思哈) 1651 - 1653 - 1660 | Kính Cẩn Điệu Thân vương Ni Tư Cáp (尼思哈) 1651 - 1653 - 1660 | Kính Cẩn Điệu Thân vương Ni Tư Cáp (尼思哈) 1651 - 1653 - 1660 | Kính Cẩn Điệu Thân vương Ni Tư Cáp (尼思哈) 1651 - 1653 - 1660 |                                                      |  |  |  |  |  | Dĩ cách Kính Cẩn Thân vương Lan Bố (蘭布) 1642 - 1668 - 1669 - 1679 | Dĩ cách Kính Cẩn Thân vương Lan Bố (蘭布) 1642 - 1668 - 1669 - 1679 | Dĩ cách Kính Cẩn Thân vương Lan Bố (蘭布) 1642 - 1668 - 1669 - 1679 | Dĩ cách Kính Cẩn Thân vương Lan Bố (蘭布) 1642 - 1668 - 1669 - 1679 | Dĩ cách Kính Cẩn Thân vương Lan Bố (蘭布) 1642 - 1668 - 1669 - 1679 | Dĩ cách Kính Cẩn Thân vương Lan Bố (蘭布) 1642 - 1668 - 1669 - 1679 |  |  |  |  |  |  |  |  |  |  |  |  |  |  |
| Kính Cẩn Điệu Thân vương Ni Tư Cáp (尼思哈) 1651 - 1653 - 1660 | Kính Cẩn Điệu Thân vương Ni Tư Cáp (尼思哈) 1651 - 1653 - 1660 | Kính Cẩn Điệu Thân vương Ni Tư Cáp (尼思哈) 1651 - 1653 - 1660 | Kính Cẩn Điệu Thân vương Ni Tư Cáp (尼思哈) 1651 - 1653 - 1660 | Kính Cẩn Điệu Thân vương Ni Tư Cáp (尼思哈) 1651 - 1653 - 1660 | Kính Cẩn Điệu Thân vương Ni Tư Cáp (尼思哈) 1651 - 1653 - 1660 |                                                      |  |  |  |  |  | Dĩ cách Kính Cẩn Thân vương Lan Bố (蘭布) 1642 - 1668 - 1669 - 1679 | Dĩ cách Kính Cẩn Thân vương Lan Bố (蘭布) 1642 - 1668 - 1669 - 1679 | Dĩ cách Kính Cẩn Thân vương Lan Bố (蘭布) 1642 - 1668 - 1669 - 1679 | Dĩ cách Kính Cẩn Thân vương Lan Bố (蘭布) 1642 - 1668 - 1669 - 1679 | Dĩ cách Kính Cẩn Thân vương Lan Bố (蘭布) 1642 - 1668 - 1669 - 1679 | Dĩ cách Kính Cẩn Thân vương Lan Bố (蘭布) 1642 - 1668 - 1669 - 1679 |  |  |  |  |  |  |  |  |  |  |  |  |  |  |
|                                                                |                                                                |                                                                |                                                                |                                                                |                                                                |                                                      |  |  |  |  |  | Phụ quốc công Lại Sĩ (賴士) 1662 - 1679 - 1680 - 1732               |                                                                     |                                                                     |                                                                     |                                                                     |                                                                     |  |  |  |  |  |  |  |  |  |  |  |  |  |  |